# Corvin-negyed (metropolitana di Budapest)
Corvin-negyed è una stazione della metropolitana di Budapest, situata lungo la linea M3.
È conosciuta anche come Ferenc körút, denominazione che è stata adottata ufficialmente fino al 1º luglio 2011. Il nome Corvin-negyed ("quartiere Corvin" in ungherese) trae origine dagli omonimi cinema, centro commerciale e promenade situati nell'area.

## Storia
L'entrata in funzione della stazione risale all'anno 1977, così come tutte le stazioni comprese nel tratto fra lo snodo Deák Ferenc tér e la fermata Nagyvárad tér.

## Strutture e impianti
I treni transitano a una profondità di circa 27 metri sotto il livello del suolo.

## Interscambi
Nelle vicinanze della stazione effettuano fermata alcune linee urbane tranviarie, gestite da BKV.
- Fermata tram

## Nella cultura di massa
- La stazione è ben visibile nel videoclip Mi fido di te (2005) del cantautore italiano Jovanotti, girato interamente a Budapest.
- La stazione è ben visibile nel film Atomica bionda (2017) con protagonista Charlize Theron. Nella fattispecie la stazione è mascherata da fermata della Metropolitana di Berlino nella parte di Berlino Est.